# جورج وايلي هندرسون
جورج وايلي هندرسون (بالإنجليزية: George Wylie Henderson)‏ (14 يونيو 1904 - 1965)؛ روائي أمريكي.